# 道の駅水辺プラザかもと
道の駅水辺プラザかもと（みちのえき みずべぷらざかもと）は、熊本県山鹿市にある国道325号の道の駅である。
運転者の休息が可能な温泉施設や宿泊施設を擁し、地域の特産品販売所のほか、公園やカヌー、サイクリング及び農園といった体験施設を備える複合施設である。

## 施設
- 駐車場
  - 小型車 230台
  - 大型車 20台
  - 身障者用 3台
- トイレ
  - 男 小10器、大5器
  - 女 10器
  - 身障者用 1器
- 公衆電話
- 休憩・情報提供施設
- 物産館
- 温泉「天然温泉 湯花里」
- レストラン
- 宿泊施設「農村交流施設 きなっせ」
- 農園

## 休館日
- 施設点検日

## アクセス
- 国道325号
- 熊本県道37号
- 熊本県道138号
- 九州自動車道植木インターチェンジから車で15分
- 肥後大津駅・山鹿温泉からバス

## 周辺
- 山鹿市役所鹿本市民センター
- 菊池川